# Martinus J. G. Veltman

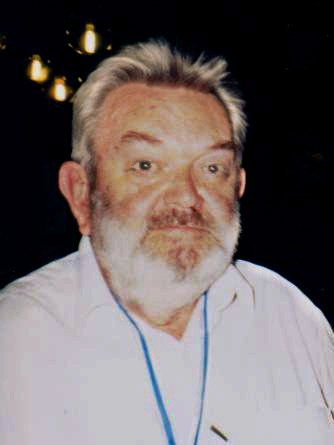
Martinus Veltman, 2005

Martinus Justinus Godefriedus Veltman (kurz Tini Veltman; * 27. Juni 1931 in Waalwijk; † 4. Januar 2021 in Bilthoven) war ein niederländischer Physiker. Er wurde 1999 mit dem Nobelpreis für Physik ausgezeichnet.

## Leben
Martinus Veltman wurde am 27. Juni 1931 als viertes von sechs Kindern eines Grundschuldirektors in Waalwijk im Süden der Niederlande geboren. Nach seinem Schulabschluss 1948 begann er an der Universität Utrecht mit dem Physikstudium und bestand 1953 das Vordiplom mit durchschnittlichem Erfolg. Nach dem Diplom 1956 leistete er bis 1959 seinen dreijährigen Militärdienst und begann anschließend mit seiner Promotion in Theoretischer Physik bei Léon Van Hove. Er zog 1961 nach Genf, da sein Doktorvater 1960 zum Leiter der Theorieabteilung am CERN ernannt worden war, und schloss seine Promotion 1963 ab. Nach einigen Monaten, die er am CERN mit weiteren Berechnungen und der Beobachtung der Neutrinoexperimente verbrachte, ging er zum SLAC nach Stanford, kehrte jedoch nach wenigen Monaten ans CERN zurück. Er kehrte 1968 nach Utrecht zurück und übernahm den Lehrstuhl seines Doktorvaters bei dessen Emeritierung. Während eines Sabbatjahres an der University of Michigan entschied er sich für einen Wechsel in die USA und übersiedelte im Herbst 1981 nach Ann Arbor. Er wurde 1996 emeritiert und lebte seitdem in Bilthoven in den Niederlanden.
Er heiratete 1960 Anneke und hat eine Tochter (Hélène, * 1961, ebenfalls Physikerin) und zwei Söhne (Hugo, * 1966; Martijn, 1971).
Zu seinen Doktoranden zählen Gerardus ’t Hooft, Peter van Nieuwenhuizen und Bernard de Wit.

## Leistungen
Veltman arbeitete zusammen mit einem seiner Studenten, Gerardus ’t Hooft, an der mathematischen Formulierung von nichtabelschen Eichtheorien (Yang-Mills-Theorie) und deren Renormierung. Es gelang ihm 1977, die Masse des Top-Quarks vorherzusagen, ein wichtiger Schritt zu dessen Nachweis 1995.
1963 entwickelte er am SLAC eines der ersten Computeralgebrasysteme (Schoonschip), das er zur Berechnung von Feynman-Diagrammen verwendete.
Er wurde 1999 zusammen mit Gerardus ’t Hooft mit dem Nobelpreis „für ihre entscheidenden, die Quantenstruktur betreffenden Beiträge zur Theorie der elektroschwachen Wechselwirkung in der Physik“ ausgezeichnet.

## Schriften (Auswahl)
- Facts and Mysteries in Elementary Particle Physics. World Scientific 2003, ISBN 9812381481
- Diagrammatica. The path to Feynman rules, Cambridge University Press 1995
- mit Gerardus ’t Hooft Diagrammar, CERN Preprint 1973, Online

## Auszeichnungen und Ehrungen
- 1980 Mitglied der Königlich Niederländischen Akademie der Wissenschaften[2]
- High Energy and Particle Physics Prize der EPS, 1993
- Dirac-Medaille (ICTP), 1996
- Nobelpreis für Physik, 1999
- 2000 Mitglied der National Academy of Sciences[3]
- Auswärtiges Mitglied der Russischen Akademie der Wissenschaften, 2016[4]
- Auswärtiges Mitglied der Polnischen Akademie der Gelehrsamkeit (PAU) in Krakau

Nach Veltman wurde der Asteroid (9492) Veltman benannt.